# Matag-ob
Matag-ob (Bayan ng Matag-ob) är en kommun i Filippinerna. Kommunen ligger på ön Leyte, och tillhör provinsen Leyte. Folkmängden uppgår till 17 527 invånare.

## Barangayer
Matag-ob är indelat i 21 barangayer.
| - Balagtas - Bulak - Cambadbad - Candelaria - Cansoso - Mansahaon - Masaba - Naulayan - Bonoy (Pob.) - Mansalip (Pob.) - Riverside (Pob.) | - Talisay (Pob.) - San Dionisio - San Marcelino - San Sebastian - San Vicente - Santa Rosa - Santo Rosario - Imelda - Malazarte - San Guillermo |